# 嘉路米耶圓形地
嘉路米耶圓形地（葡萄牙語：Rotunda de Carlos da Maia），又名三盞燈，是位於澳門聖安多尼堂區的一個圓形廣場，由此照射出五條街道。由於不少緬甸華僑聚居於此並開設餐館，所以這亦是品嚐正宗緬甸佳餚的最佳地方，被稱為「澳門東南亞美食集中地」。

## 名稱來源
「圓形地」是葡萄牙語  的直譯，而此圓形地的命名則是紀念澳門第105任總督嘉路米耶（José Carlos da Maia）。其俗稱「三盞燈」是指位於廣場中央的燈柱，以前該燈柱只有三盞燈，但於1999年下旬維修後在柱頂增加一盞燈，變成「四盞燈」，惟市民稱呼維持不變。

## 圖片
- 嘉路米耶圓形地
- 嘉路米耶圓形地的三盞燈
- 三盞燈

## 鄰接街道
- 亞利鴉架街
- 飛能便度街
- 光復街

## 主要建築
- 市政署三盞燈綜合大樓 （页面存档备份，存于）：內設三盞燈活動中心、中區市民服務中心、政府24小時自助服務中心及中區社區服務諮詢委員會 （页面存档备份，存于）會址
- 勞工事務局 ：2007年10月3日起遷往黑沙環馬揸度博士大馬路221-279號先進廣場大廈[3]

## 交通

### 公共巴士
- 新福利：5、5X、9、9A、25、25B

- 澳巴：7、8、N2